# Station Van Ewijcksluis
Station Van Ewijcksluis (telegrafische code: ews) is een voormalig spoorwegstation aan de Nederlandse tramlijn Van Ewijcksluis - Schagen, destijds aangelegd door de N.V. Spoor-(Tram)weg Wieringen-Schagen en geëxploiteerd door de Hollandsche IJzeren Spoorweg-Maatschappij (HIJSM). Het station lag in de plaats Van Ewijcksluis waar de bootverbinding met Wieringen begon. Aan de tramlijn was het station een eindstation en werd het voorafgegaan door stopplaats Oostpolder. Station Van Ewijcksluis werd geopend op 1 maart 1912 en gesloten op 1 januari 1935. Bij het station was een stationsgebouw aanwezig, dat een puntgevel had, maar het gebouw is in 1987 gesloopt. Daarnaast had het station een locomotiefloods met daarbij een watertoren.